# Aucasaure
Els aucasaures (Aucasaurus "llangardaix d'Auca") és un gènere de dinosaures carnívors de la família dels abelisàurids que visqué a Sud-amèrica a finals del període Cretaci. Feia 4 m de longitud i 1,5 m d'alçada i el seu pes aproximat era de 700 kg.
Les seves restes fòssils es trobaren a l'Argentina.